# Liste der Trainer von Atlético Madrid
Das ist eine Liste mit allen ehemaligen Chef-Trainern des spanischen Fußballvereins Atlético Madrid.
Der aktuelle Chef-Trainer ist Diego Simeone, der am 23. Dezember 2011 das Amt von Gregorio Manzano übernahm.

## Trainer
Stand: 30. Juni 2023
| Trainer                      | Nationalität                                   | von  | bis   |
| ---------------------------- | ---------------------------------------------- | ---- | ----- |
| Manuel Ansoleaga             | Spanien                                        | 1921 | 1922  |
| Urbano Iturbe                | Spanien                                        | 1922 | 1923  |
| Vince Hayes                  | England                                        | 1923 | 1924  |
| Ramón Olalquiaga             | Spanien                                        | 1924 | 1925  |
| Fred Pentland                | England                                        | 1925 | 1926  |
| Antonio de Miguel            | Spanien                                        | 1926 | 1927  |
| Julián Ruete                 | Spanien                                        | 1927 | 1927  |
| Fred Pentland                | England                                        | 1927 | 1929  |
| Ángel Romo                   | Spanien                                        | 1929 | 1930  |
| Rudolf Jeny                  | Ungarn                                         | 1930 | 1932  |
| Javier Barroso               | Spanien                                        | 1932 | 1932  |
| Walter Harris                | England                                        | 1932 | 1933  |
| Manuel Anatol                | Spanien                                        | 1933 | 1933  |
| Arcadio Arteaga              | Spanien                                        | 1933 | 1933  |
| Fred Pentland                | England                                        | 1933 | 1935  |
| Josep Samitier               | Spanien                                        | 1935 | 1936  |
| Ricardo Zamora               | Spanien                                        | 1939 | 1940  |
| Ramón Lafuente               | Spanien                                        | 1940 | 1940  |
| Ricardo Zamora               | Spanien                                        | 1940 | 1946  |
| Emilio Vida                  | Spanien                                        | 1946 | 1948  |
| Lino Traioli                 | Argentinien                                    | 1948 | 1949  |
| Helenio Herrera              | Argentinien                                    | 1949 | 1953  |
| Ramón Colón                  | Spanien                                        | 1953 | 1953  |
| Benito Díaz                  | Spanien                                        | 1953 | 1954  |
| Jacinto Quincoces            | Spanien                                        | 1954 | 1955  |
| Antonio Barrios              | Spanien                                        | 1955 | 1957  |
| Ferdinand Daučík             | Tschechien                                     | 1957 | 1959  |
| José Villalonga              | Spanien                                        | 1959 | 1962  |
| Rafael García – „Tinte“      | Spanien                                        | 1962 | 1963  |
| Adrián Escudero              | Spanien                                        | 1963 | 1963  |
| Sabino Barinaga              | Spanien                                        | 1963 | 1964  |
| Otto Bumbel                  | Brasilien                                      | 1964 | 1965  |
| Domènec Balmanya             | Spanien                                        | 1965 | 1966  |
| Otto Glória                  | Brasilien                                      | 1966 | 1968  |
| Miguel González              | Spanien                                        | 1968 | 1969  |
| Marcel Domingo               | Frankreich                                     | 1969 | 1971  |
| Max Merkel                   | Osterreich                                     | 1971 | 1973  |
| Juan Carlos Lorenzo          | Argentinien                                    | 1973 | 1974  |
| Luis Aragonés                | Spanien                                        | 1974 | 1978  |
| Héctor Núñez                 | Uruguay                                        | 1978 | 1978  |
| Luis Aragonés                | Spanien                                        | 1978 | 1978  |
| Ferenc Szusza                | Ungarn                                         | 1978 | 1979  |
| Luis Aragonés                | Spanien                                        | 1979 | 1980  |
| Jesús Martínez Jayo          | Spanien                                        | 1980 | 1980  |
| Marcel Domingo               | Frankreich                                     | 1980 | 1980  |
| José Luis García Traid       | Spanien                                        | 1980 | 1981  |
| Luis Cid                     | Spanien                                        | 1980 | 1981  |
| José Luis García Traid       | Spanien                                        | 1981 | 1982  |
| Luis Aragonés                | Spanien                                        | 1982 | 1986  |
| Vicente Miera                | Spanien                                        | 1986 | 1986  |
| Jesús Martínez Jayo          | Spanien                                        | 1986 | 1987  |
| Luis Aragonés                | Spanien                                        | 1987 | 1987  |
| César Luis Menotti           | Argentinien                                    | 1987 | 1988  |
| José Ufarte                  | Spanien                                        | 1988 | 1988  |
| Antonio Briones              | Spanien                                        | 1988 | 1988  |
| José Maguregi                | Spanien                                        | 1988 | 1988  |
| Antonio Briones              | Spanien                                        | 1988 | 1988  |
| Ron Atkinson                 | England                                        | 1988 | 1989  |
| Colin Addison                | England                                        | 1989 | 1989  |
| Antonio Briones              | Spanien                                        | 1989 | 1989  |
| Javier Clemente              | Spanien                                        | 1989 | 1990  |
| Antonio Briones              | Spanien                                        | 1990 | 1990  |
| Joaquín Peiró                | Spanien                                        | 1990 | 1990  |
| Iselín Santos Ovejero        | Argentinien                                    | 1990 | 1990  |
| Tomislav Ivić                | Jugoslawien Sozialistische Föderative Republik | 1990 | 1991  |
| Luis Aragonés                | Spanien                                        | 1991 | 1993  |
| Ramón Heredia                | Argentinien                                    | 1993 | 1993  |
| Jair Pereira                 | Brasilien                                      | 1993 | 1993  |
| Ramón Heredia                | Argentinien                                    | 1993 | 1993  |
| Emilio Cruz                  | Spanien                                        | 1993 | 1993  |
| José Luis Romero             | Spanien                                        | 1994 | 1994  |
| Iselín Santos Ovejero        | Argentinien                                    | 1994 | 1994  |
| Jorge D’Alessandro           | Argentinien                                    | 1994 | 1994  |
| Francisco Maturana           | Kolumbien                                      | 1994 | 1994  |
| Jorge D’Alessandro           | Argentinien                                    | 1994 | 1995  |
| Alfio Basile                 | Argentinien                                    | 1995 | 1995  |
| Carlos Sánchez Aguiar (int.) | Spanien                                        | 1995 | 1995  |
| Radomir Antić                | Jugoslawien Sozialistische Föderative Republik | 1995 | 1998  |
| Arrigo Sacchi                | Italien                                        | 1998 | 1999  |
| Carlos Sánchez Aguiar (int.) | Spanien                                        | 1999 | 1999  |
| Radomir Antić                | Jugoslawien Sozialistische Föderative Republik | 1999 | 1999  |
| Claudio Ranieri              | Italien                                        | 1999 | 2000  |
| Radomir Antić                | Jugoslawien Sozialistische Föderative Republik | 2000 | 2000  |
| Fernando Zambrano            | Spanien                                        | 2000 | 2000  |
| Marcos Alonso                | Spanien                                        | 2000 | 2001  |
| García Cantarero             | Spanien                                        | 2001 | 2001  |
| Luis Aragonés                | Spanien                                        | 2001 | 2003  |
| Gregorio Manzano             | Spanien                                        | 2003 | 2004  |
| César Ferrando               | Spanien                                        | 2004 | 2005  |
| Carlos Bianchi               | Argentinien                                    | 2005 | 2006  |
| José Murcia                  | Spanien                                        | 2006 | 2006  |
| Javier Aguirre               | Mexiko                                         | 2006 | 2009  |
| Abel Resino                  | Spanien                                        | 2009 | 2009  |
| Santi Denia (int.)           | Spanien                                        | 2009 | 2009  |
| Quique Sánchez Flores        | Spanien                                        | 2009 | 2011  |
| Gregorio Manzano             | Spanien                                        | 2011 | 2011  |
| Diego Simeone                | Argentinien                                    | 2011 | heute |